# 皇权传递
皇权传递（直译：「統治權的轉移」）是一個起源於中世紀的史學概念，是指本國直接繼承古代的王國地位，目的是提升本國皇帝（有時甚至是幾個皇帝，例如「東羅馬」拜占庭帝國和「西羅馬」神聖羅馬帝國）的合法性。這個概念與translatiostudii（學術中心的地理轉移）相似。這兩個術語被認為起源於希伯來聖經但以理書的第二章（第39-40節）。

## 正統性論述
中世紀的許多作家都利用皇权传递來提高本國君主的正統性，例如：
- 蒙捷昂代爾的阿索（來自10世紀的法國）：羅馬帝國→加洛林法蘭克人→薩克森人[1]
- 弗賴辛的奧托（來自德意志地區）：羅馬→法蘭克人→倫巴底人→日耳曼人（神聖羅馬帝國）
- 克雷蒂安·德·特魯瓦（來自法國）：希臘→羅馬→法國[2]
- 理查德·德·布雷（來自14世紀的英格蘭）：希臘雅典→羅馬→法國巴黎→英國
- 易卜拉欣帕夏（來自16世紀的奧斯曼帝國）羅馬帝國→東羅馬帝國→塞爾柱帝國→羅姆蘇丹國→奧斯曼帝國[3]
- 斯諾里·斯蒂德呂松（來自約13世紀的冰島/挪威）：特洛伊→色雷斯→挪威[4]

17世紀後，現當代的學者對此進行了重新解釋：
- 第五王國派（来自17世紀的英格蘭）：卡爾迪亞人（巴比倫人）→波斯→馬其頓帝國→古羅馬→英格蘭（以及後來的大英帝國）
- 安東尼奧·維埃拉（来自17世紀的葡萄牙）：亞述-巴比倫人→波斯→古希臘→古羅馬→葡萄牙帝國
- 費爾南多·佩索阿（来自20世紀的葡萄牙）：古希臘→古羅馬→基督教→歐洲→葡萄牙帝國

中世紀和文藝復興時期的作家經常將統治家族與古希臘或特洛伊英雄聯繫起來；該模式仿照維吉爾在他的《埃涅阿斯紀》中使用特洛伊英雄埃涅阿斯作為羅馬城的祖先。12世紀的盎格魯-諾曼作家蒙茅斯的杰弗里（在他的編年史《不列顛諸王史》）和韋斯（在他的《布羅的羅曼人》中）延續了這一傳統，將不列顛的建立與埃涅阿斯之子特洛伊的布魯圖斯的到來聯繫起來。
以類似的方式，法國文藝復興時期的作家讓·勒邁爾·德·貝爾熱（在他的《高聲的榮耀與特洛伊的特性》（Les Illustrations de Gaule et Singularités de Troie）中）將凱爾特高盧的建立與赫克托的兒子即阿斯蒂阿納克斯的到來聯繫起來，並將和凱爾特日耳曼的建立和普里阿摩斯的堂兄巴沃的到來聯繫起來；以這種方式，他為丕平和查理曼大帝構建了一個輝煌但是並不真實的家譜（阿斯蒂阿納克斯的傳說也將成為龍薩爾史詩《法蘭西德》的基礎）。

## 東西方對於羅馬帝位之爭
皇權傳遞這一詞彙的最重要的應用就是東羅馬帝國和神聖羅馬帝國之間關於羅馬人國王（拉丁語：Rex Romanorum）這一頭銜的爭奪。
- 君士坦丁一世於330年在帝國東部建立新羅馬，又名君士坦丁堡，作為羅馬帝國的第二首都。
- 狄奧多西一世（347-395年）死後，羅馬帝國永久分為西羅馬帝國和東羅馬帝國。
- 隨著476/480年西帝國的滅亡，東帝國成為羅馬帝國唯一的繼承者。在中世紀的基督徒看來，羅馬帝國是不可分割的，其皇帝擁有最高的統治地位，即使對於生活在國境之外的基督徒也具有效力。自古典時代晚期西羅馬帝國崩潰以來，東羅馬帝國（代表其在東部倖存的省份）已被其自身、教宗和整個歐洲的各種新基督教王國承認為合法的羅馬帝國以及普世的最高领袖。
- 534-554年間，查士丁尼大帝發動哥特戰爭，在軍事天才貝里薩留的指揮下，羅馬軍隊相繼光復了北非、義大利、西班牙以及最重要的故都羅馬，此時的教宗仍服從君士坦丁堡管轄，稱西方史學稱為拜占庭教廷（537-752年）。
- 拜占庭皇帝君士坦丁五世於768年12月17日讓他的兒子利奧四世迎娶雅典的伊琳娜，伊琳娜於768年11月1日由父親帶到君士坦丁堡。771年1月14日，伊琳娜生下兒子君士坦丁。在君士坦丁五世於775年和利奧四世於780年去世後，伊琳娜成為他們9歲的兒子君士坦丁六世的攝政。
- 早在781年，伊琳娜就開始尋求與加洛林王朝和教廷建立更密切的關係。她促成兒子君士坦丁和法蘭克國王查理曼大帝的女兒羅特魯德結婚。伊琳娜甚至派了一名官員用希臘語指導法蘭克公主。然而伊琳娜本人在787年違背了她兒子的意願，解除了婚約。
- 隨著君士坦丁六世接近成年，母親與兒子之間的關係越來越緊張。797年伊琳娜廢黜了她的兒子，並刺瞎了他的雙眼，後者在805年鬱鬱而終。
- 西方人認為現在由女性佔據的東羅馬皇位是空缺和不合理的，反過來認可控制意大利和前西羅馬帝國大部分地區的查理曼大帝有權獲得皇帝之頭銜。800年冬季，查理曼從亞琛南下義大利，並於當年聖誕節在教宗良三世的加冕下成為了新一任羅馬人國王，接續起自羅慕路斯廢黜324年後的法統，但東羅馬帝國方面不承認這一行為。
- 據說伊琳娜曾努力在她自己和查理曼大帝之間促成聯姻，但根據宣信者狄奧法內斯的說法，這個計劃被她的親信之一埃蒂奧斯（Aetios）挫敗了。
- 802年，伊琳娜皇后被陰謀廢黜，取而代之的是尼基弗魯斯一世，伊琳娜被流放並於次年去世。
- 803年，神聖羅馬帝國皇帝查理大帝與東羅馬帝國的尼基弗魯斯一世簽訂《尼基弗魯斯和約》（Pax Nicephori），
- 812年，東羅馬帝國皇帝米海爾一世（811年10月2日由君士坦丁堡牧首加冕）承認查理曼大帝為皇帝（巴西琉斯），之後他重新開始與法蘭克人的談判。雖然嚴格承認查理曼大帝是“皇帝”，但邁克爾認為只有自己是“羅馬人的皇帝”。作為對這種承認的交換，威尼斯被歸還給東帝國。
- 962年2月2日，德意志人領袖，薩克森的奧託一世被教宗若望十二世隆重加冕為神聖羅馬帝國皇帝。十天后，在羅馬主教會議上，教宗若望十二世根據奧託的意願，建立了馬格德堡大主教區和梅澤堡主教區，授予薩爾茨堡大主教和特里爾大主教披帶，並確認任命拉瑟為維羅納主教。第二天皇帝頒布了一項法令，即著名的《奧托特權文書》（Diploma Ottonianum），他在其中確認了天主教會的財產，特別是那些由丕平捐贈授予的財產。
- 972年4月14日，奧託一世讓他的兒子兼繼承人奧托二世迎娶了東羅馬公主塞奧法諾。通過他們的婚約，奧託在西方被承認為皇帝。
- 1204年，東羅馬帝國被第四次十字軍東征的天主教十字軍暫時推翻並被拉丁帝國取代，這實現了爭端開始以來兩位皇帝首次認同同一宗教領袖等局面。即使這樣，爭端仍在繼續。拉丁帝國的皇帝雖然承認神聖羅馬帝國的皇帝是合法的羅馬皇帝，但他們也為自己爭取了這個稱號，但神聖羅馬帝國卻沒有作為回報予以承認。教宗英諾森三世最終接受了帝國分裂（拉丁語：divisio imperii）的想法，將帝國的權力分為西方（神聖羅馬帝國）和東方（拉丁帝國）兩部分。